# Cruzeiro do Oeste
Cruzeiro do Oeste is een gemeente in de Braziliaanse deelstaat Paraná. De gemeente telt 20.856 inwoners (schatting 2009).

## Verkeer en vervoer
De plaats ligt aan de wegen BR-487, PR-180, PR-323 en PR-477.

## Galerij

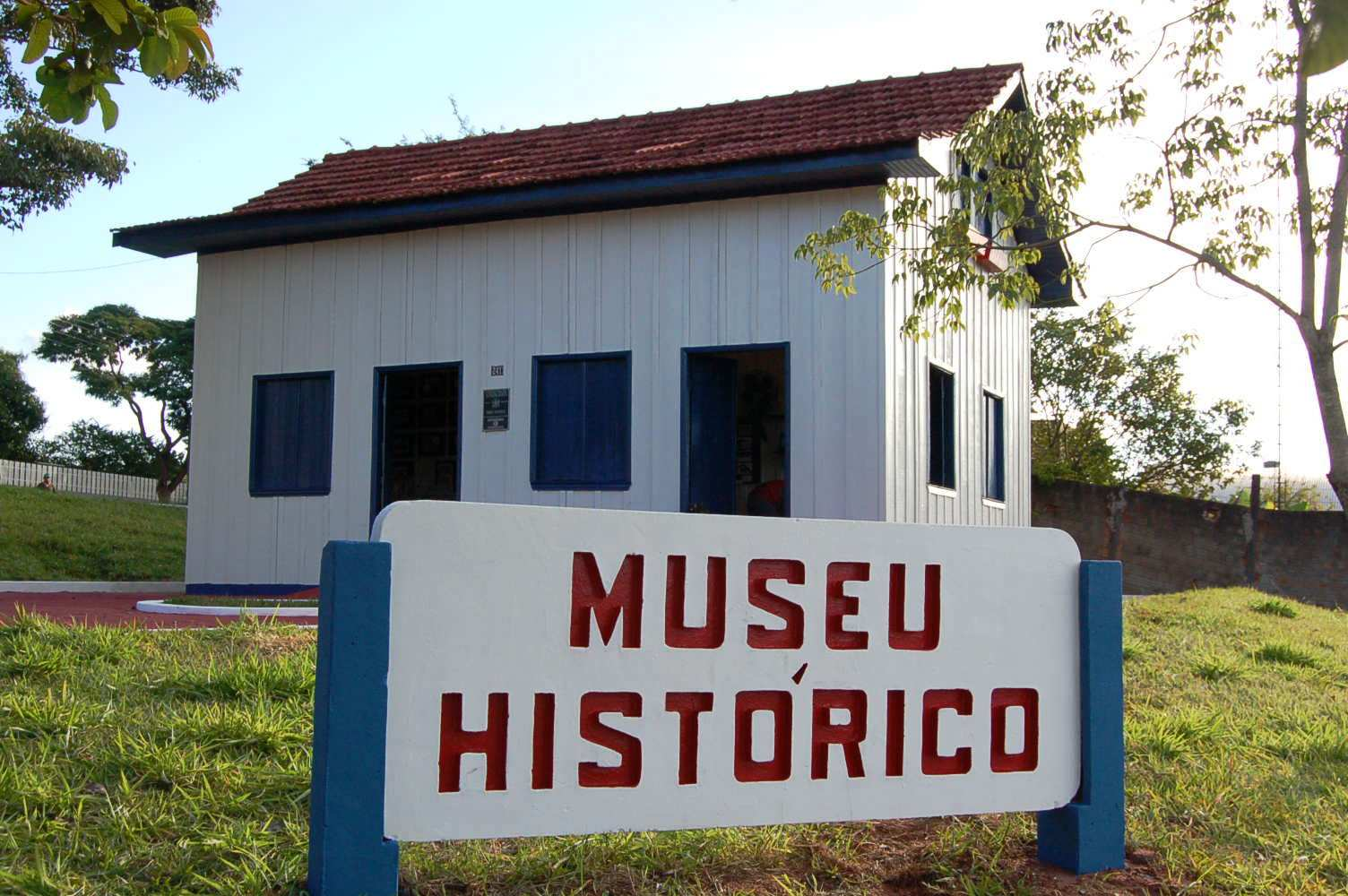
Historisch museum
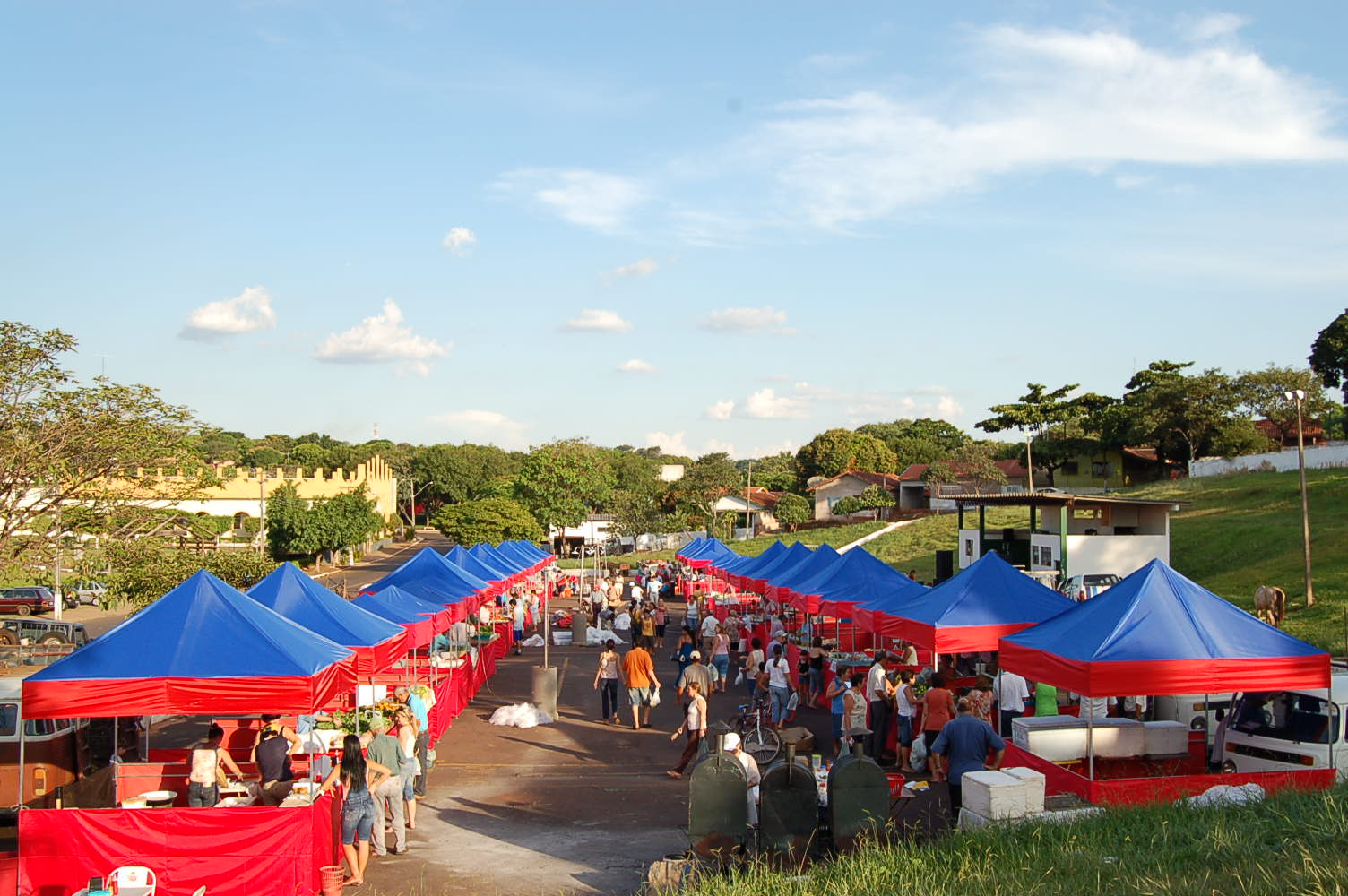
Dorpsfeest in Cruzeiro do Oeste